# Montgomery (wieś)
Montgomery – wieś w Stanach Zjednoczonych, w stanie Nowy Jork, w hrabstwie Orange.